# Критичні технології
Критичні технології (ключові технології) — високі технології, які мають принципове значення для підтримання національної безпеки або економічного зростання і які потребують збереження та розвитку.
Виділяють три пріоритетні напрями КТ:
- а) технології життєзабезпечення населення України (медицина, продовольство й товари народного вжитку, енергетика, екологія);
- б) перспективні технології подвійного використання (транспорт, матеріали, технології машинобудування, інформатика та засоби зв'язку);
- в) технології спеціального призначення (зокрема, оборонний комплекс).

В Україні прийнято Постанову Кабінету Міністрів від 16 травня 1994 р. № 310 «Про розвиток і захист критичних технологій»